# Mikael Nilsson (ur. 1968)
Mikael Nilsson (ur. 28 września 1968 w Falköping) – szwedzki piłkarz grający na pozycji lewego obrońcy.

## Kariera klubowa
Pierwszym klubem Nilssona w karierze był IFK Falköping z rodzinnej miejscowości Falköping. W latach 1985–1987 występował w jego barwach w trzeciej lidze, a na początku 1988 roku przeszedł do najbardziej utytułowanej drużyny w kraju i ówczesnego zdobywcy Pucharu UEFA, IFK Göteborg. Tam wywalczył pewne miejsce na lewej obronie. W swoim pierwszym sezonie spędzonym w IFK wywalczył wicemistrzostwo pierwszej ligi szwedzkiej, a kolejny sukces z klubem z Göteborga osiągnął w 1990 roku, gdy po raz pierwszy w karierze został mistrzem kraju. W 1991 roku obronił z IFK mistrzostwo kraju, a także zdobył Puchar Szwecji, pierwszy dla klubu od 1983 roku. Następnie w latach 1993-1996 aż czterokrotnie z rzędu zostawał mistrzem Szwecji, a w 1997 po raz drugi wicemistrzem. Od 1998 do 2001 Nilsson IFK nie osiągnął więcej znaczących sukcesów. W całej karierze rozegrał 306 meczów w Allsvenskan i zdobył w nich 21 goli.

## Kariera reprezentacyjna
W reprezentacji Szwecji Nilsson zadebiutował 17 kwietnia 1991 roku w zremisowanym 2:2 spotkaniu z Grecją. W 1992 roku otrzymał powołanie od selekcjonera Tommy’ego Svenssona do kadry na Euro 92, jednak nie zagrał w żadnym spotkaniu tego turnieju. Także w 1994 roku na Mundialu w USA, na którym Szwedzi wywalczyli III miejsce, Mikael nie wystąpił ani razu. Do 1996 roku rozegrał w kadrze narodowej 22 spotkania.